# Spoorlijn Schandelah - aansluiting Grafhorst
De spoorlijn Schandelah - aansluiting Grafhorst was een Duitse spoorlijn in Nedersaksen en was als spoorlijn 1952 onder beheer van DB Netze.

## Geschiedenis
Het traject werd door de Preußische Staatseisenbahnen geopend op 1 oktober 1902. In 1945 werd de lijn door de Duits-Duitse grens vlak voor Oebisfelde doorsneden. Hiervoor is een verbindingsboog gebouwd naar het westen om aldaar op de spoorlijn Berlijn - Lehrte aan te sluiten. Het gedeelte tussen Velpke - Oebisfelde werd administratief geregistreerd als DB 1951. Door een gebrek aan reizigers werd het personenvervoer opgeheven op 29 september 1975. Goederenvervoer heeft plaatsgevonden tot 1992.
Na de Duitse hereniging is er sprake geweest om de lijn te heractiveren als verbinding tussen de spoorlijn Berlijn - Lehrte en Braunschweig. Uiteindelijk is de spoorlijn Weddel - Fallersleben hiervoor ten zuiden van Lehre verlengd.

## Aansluitingen
In de volgende plaatsen is of was er een aansluiting op de volgende spoorlijnen:
Schandelah
DB 1900, spoorlijn tussen Braunschweig en Helmstedt
Velpke
DB 1951, spoorlijn tussen Velpke en Oebisfelde
aansluiting Grafhorst
DB 6107, spoorlijn tussen Berlijn en Lehrte